# Lambda d'Àries
Lambda d'Àries (λ Arietis) és una estrella binària de la constel·lació d'Àries. Està aproximadament a 133 anys llum de la Terra.
La component primària, λ Arietis A, és una nana de la seqüència principal blanca-groga del tipus F de la magnitud aparent +4,9. La seva companya, λ Arietis B, està a 37,4 segons d'arc, i és de la magnitud aparent +7,4. El sistema és de la magnitud aparent 4,79.